# We're Gonna Hold On
Albums de George Jones & Tammy Wynette
Nothing Ever Hurt Me (Half as Bad as Losing You)
(1973) In a Gospel Way
(1974)
We're Gonna Hold On est un album par les artistes américains de musique country George Jones et Tammy Wynette. Cet album est sorti en 1973 sur le label Epic Records.

## Liste des pistes
| No  | Titre                                          | Auteur                                          | Durée |
| --- | ---------------------------------------------- | ----------------------------------------------- | ----- |
| 1.  | We're Gonna Hold On                            | George Jones, Earl Montgomery                   |       |
| 2.  | When True Love Steps In                        | Carmol Taylor                                   |       |
| 3.  | Never Ending Song of Love                      |                                                 |       |
| 4.  | Wouldn't I                                     |                                                 |       |
| 5.  | Rollin' in My Sweet Baby's Arms (Traditionnel) |                                                 |       |
| 6.  | (We're Not) the Jet Set                        | Bobby Braddock                                  |       |
| 7.  | Crawdad Song                                   |                                                 |       |
| 8.  | If Loving You Starts Hurting Me                | George Richey, Earl Montgomery, Carl Montgomery |       |
| 9.  | That Man of Mine                               |                                                 |       |
| 10. | Woman Loves Me Right                           |                                                 |       |
| 11. | As Long as We Can                              |                                                 |       |

## Positions dans les charts
Album – Billboard (Amérique du nord)
| Année | Chart          | Position |
| ----- | -------------- | -------- |
| 1974  | Albums country | 3        |